# Arrondissement Embrun
Embrun is een voormalig arrondissement in het departement Hautes-Alpes in de Franse regio Provence-Alpes-Côte d'Azur. Het arrondissement werd op 17 februari 1800 gevormd en op 10 september 1926 opgeheven. De acht kantons werden bij de opheffing toegevoegd aan de arrondissementen Gap en Briançon.

## Kantons
Het arrondissement was samengesteld uit de volgende kantons:
- kanton Chorges - toegevoegd aan het arrondissement Gap
- kanton Embrun - toegevoegd aan het arrondissement Gap
- kanton Guillestre - toegevoegd aan het arrondissement Briançon
- kanton Orcières - toegevoegd aan het arrondissement Gap
- kanton Savines-le-Lac - toegevoegd aan het arrondissement Gap